# Zypriotischer Amateurfunkverband
Der Zypriotische Amateurfunkverband, griechisch Όμιλο Ραδιοερασιτεχνών Κύπρου, Ómilo Radioerasitechnón Kýprou, deutsch wörtlich: „Amateurfunkgruppe Zypern“, englisch Cyprus Amateur Radio Society, kurz: CARS, ist der nationale Verband der Funkamateure der Republik Zypern.
Die CARS ist eine gemeinnützige Organisation, die sich den Interessen der lizenzierten Funkamateure auf Zypern annimmt und diese gegenüber nationalen und internationalen Behörden vertritt. Sie ist Mitglied der International Amateur Radio Union (IARU Region 1), der internationalen Vereinigung von Amateurfunkverbänden, und vertritt dort die Interessen der Funkamateure des Landes.
Darüber hinaus fördert die CARS den Austausch von Ideen und Wissen zwischen ihren Mitgliedern sowie Theorie und Praxis der Funkkommunikation und der Grundlagen der Funktechnik. Die Mitgliedschaft steht allen Interessierten offen.